# Municipio de Sheridan (condado de Clay)
El municipio de Sheridan (en inglés, Sheridan Township) es un municipio del condado de Clay, Nebraska, Estados Unidos. Tiene una población estimada, a mediados de 2021, de 77 habitantes.
Abarca un área exclusivamente rural.

## Geografía
Está ubicado en las coordenadas 40°28′52″N 97°52′53″O / 40.48111, -97.88139. Según la Oficina del Censo de los Estados Unidos, tiene una superficie total de 93.22 km², correspondientes en su totalidad a tierra firme.

## Demografía
Según el censo de 2020, en ese momento había 83 personas residiendo en la zona. La densidad de población era de 1 hab./km². El 97.59 % de los habitantes eran blancos y el 2.41% eran de una mezcla de razas. Del total de la población, el 1.20 % era hispano o latinos de cualquier raza.